# Никола Кърлески
Никола Кърлески (на македонска литературна норма: Никола Крлески) е виден юрист от Република Македония.

## Биография
Роден е в 1937 г. в охридското село Велгощи, което тогава е в Югославия. Завършва Юридическия факултет на Скопския университет в 1960 година, а докторат защитава в Юридическия факултет на Белградския университет в 1984 година на тема „Референдумът като форма на вземане на решения на работници в организации на сдружен труд“.
Работил в община Охрид като референт по социална защита (1960-1961), юридически референт (1962-1965), началник на отдела за надзор и контрол (1965-1966), началник на отдела за комунални въпроси и урбанизъм (1966- 1968). Бил е съдия в Общинския съд в Охрид (1968-1974), председател на Изпълнителния съвет на Съъбранието на община Охрид (1974-1982), председател на Общинския съд в Охрид (1982-1990), доцент и хоноруван професор във Факултета по туризъм и хотелиерство в Охрид от 1990 до 1993 година, секретар на първото правителство на Република Македония, начело с Никола Клюсев в 1991 и 1992 година. От 1994 година е външен сътрудник във Факултета по туризъм и хотелиерство в Охрид, като редовен професор по търговско право. От 1994 до 2003 година е конституционен съдия.
Автор е на много научни трудове. Носител е на наградата „Седми ноември“ на град Охрид. Награден с Орден за заслуги за народа със сребърна звезда от президента на СФРЮ. Той беше обявен за почетен градоначалник на Диърборн, Мичиган, САЩ.
Умира на 7 септември 2012 година в Скопие. Погребан е на градските гробища в Охрид.